# Alphington (parish)
Alphington var en civil parish fram till 1984 då den blev en del av Exminster, Holcombe Burnell and Ide, i distriktet Teignbridge, i grevskapet Devon, i England. Denna civil parish var belägen 5 km från Exeter och hade 661 invånare år 1971.